# أنطونيو فونسيكا
أنطونيو فونسيكا (30 يناير 1965 في البرتغال - ) هو مدرب كرة قدم ولاعب كرة قدم برتغالي في مركز الدفاع. شارك مع منتخب البرتغال لكرة القدم ومنتخب كندا الوطني لكرة القدم ‏. أما مع النوادي، فقد لعب مع إستريلا دا أمادورا وفانكوفر وايتكابس وفيتوريا دي غيماريش ونادي بنفيكا وG.C. Alcobaça ‏ ونادي تيرسينس ‏.

## وصلات خارجية
- أنطونيو فونسيكا على موقع الاتحاد الدولي (مؤرشف)  (الإنجليزية)
- أنطونيو فونسيكا على موقع قاعدة بيانات كرة القدم.إي يو (الإنجليزية)
- أنطونيو فونسيكا على موقع ناشيونال فوتبول تيمز (الإنجليزية)